# Maria Iovu
Maria Iovu (n. 23 septembrie 1946, comuna Condrățești, raionul Ungheni, Republica Moldova) este o fiziciană din Republica Moldova. Este căsătorită cu fizicianul Mihail Iovu.

## Activitate
A absolvit Facultatea de Electrofizică, specialitatea aparate cu semiconductori, a Institutului Politehnic din Chișinău. Este cercetător științific la Institutul de Fizică Aplicată al Academiei de Științe a Moldovei. Din 1992 se ocupă de relațiile de cooperare internațională ale Academiei.

## Lucrări publicate
- Bordian O., Verlan Victor, Iovu Maria, Culeac Ion, Popușoi Ana, Barbă Nicanor, Photosensible nanocomposites pepc/ana-ch: preparation technique and some optical properties, Moldavian Journal of the Physical Sciences Nr. 4(11)/2012/ ISSN 1810-648X / ISSNe 2537-6365[3]